# 分冊百科
分冊百科（ぶんさつひゃっか）とは、テーマやジャンルを絞った事柄について記述したものを定期的に分けて刊行し、完成させる方式の出版物である。分冊百科は出版の間隔に応じ週刊であれば週刊誌に分類される。
世界初の百科事典も分冊百科として販売された（詳細は後述）。

## 概要
分冊百科は、パートワーク（part work、分冊出版）、週刊百科、ファイルマガジンとも呼ばれる。また、ワンテーママガジン（one theme magazine）とも呼ばれるが、この呼称は日本では、別冊宝島（宝島社）などのムックシリーズを指す場合がある。
1751年、フランス革命前夜のに開始された、フランス啓蒙思想運動の一環としてダランベール、ディドロ、ヴォルテール、ルソーらが企画した分冊の『百科全書』（L'Encyclopédie）が世界初の分冊百科及び百科事典として発行が開始された。
1959年（昭和34年）、イタリアの出版社であるデアゴスティーニが、百科事典を分冊・再編集・廉価化し定期刊行したのが起源である。なお、分冊百科形式の先達としては、18世紀ハンブルク市の音楽監督ゲオルク・フィリップテレマン（G.Ph.Telemann）の手になる『忠実な音楽の師』があげられる。付録の楽譜が必ず一号で完結せず、「続きは次号で」となっており、全冊揃える事で完結する形式となっている。
日本では、日本メールオーダー社が1970年（昭和45年）に創刊した「週刊アルファ大世界百科」が最初とされる。1971年（昭和46年）には朝日新聞社が参入している。日本メールオーダー社は通信販売、朝日新聞社が新聞販売店ルートの販路を活用し、日本の分冊百科2社時代が1980年代後半まで続いた。
1990年代に入ると大手・中堅出版社が相次いで参入し、2000年代に入ると年間総創刊数が20以上に増加。2006年（平成18年）の推定総販売額は302億円である。
本来分冊百科とは、分冊形式の出版物として百科事典や全集などへの完成を見るものである。しかし、現在では、歴史や科学などの（一つの）主題・テーマが絞り込まれた内容のものが主流となっており、「百科（多岐にわたる事柄の分野）」の意味を持たず、出版物として分冊形式を踏襲しているに過ぎないものが多い。
次項の「発行形態」も、これら一般的な意味合いの指す分冊百科について記述する。

## 発行形態

### 発行頻度
週刊が主流だが、隔週刊のシリーズもある。

### 価格
各号の定価は、書籍主体のシリーズが500 - 700円程度、模型パーツや、CD・DVD・BDなどの音楽や映像ソフト等の付録主体のシリーズが1000円 - 2000円程度。創刊号（第1号）は、第2号以降（通常価格）の半額程度と戦略的な価格を設定するものが多い。

### 刊行号数
総刊行号数はシリーズによって異なり、総刊行予定号数については出版社ホームページ等で確認できる場合がある。
シリーズによっては、当初予定よりも刊行号数が増加・減少する場合がある。
追加刊行の場合、購読者からの要望や、出版社側による発案の場合がある。追加刊行については、内容がより充実する事を評価する意見と、全号購読総額が高くなる事を批判する意見双方がある。

### 先行発売
分冊百科の中には、全国発売の前に、一部の地方でテスト的な先行発売を行う場合がある。デアゴスティーニ・ジャパン#刊行物の特徴の「先行発売」記事を参照。

## 付録
前述の通り、本来分冊百科は印刷物の冊子が商品の主体であるが、現在では、毎号に付録される模型パーツを集めて組み立てると最終的に大型の模型が完成する、DVDやアナログレコードを揃えることで一貫したテーマのDVD、レコードコレクションになる、パソコンのソフトのCD-ROM（DVD-ROMも。但し、製品版と比べて一部性能の制限あり）などの趣向を採用したものも多い。この場合は付録が単なるおまけではなく、むしろ商品構成の中心となっている。
分冊百科のシリーズの中には、シリーズ毎に別デザインを施した分冊百科冊子を綴じるためのバインダーを、出版社が独自で発売しているシリーズがあり、創刊号や節目となる途中の号にバインダーが付録された事例もある。

## 分冊百科出版社
- デアゴスティーニ・ジャパン
- アシェット・コレクションズ・ジャパン
- 宝島社
- 講談社
- 小学館
- 集英社
- 朝日新聞出版 - 朝日新聞社から分冊百科事業を継承
- ベースボール・マガジン社
- デル・プラド - 日本市場参入 2000年〜2004年